# Gaston Modot
Gaston Modot, nato Jean-Charles Barniaud (Parigi, 31 dicembre 1887 – Le Raincy, 19 febbraio 1970), è stato un attore francese che iniziò la sua carriera ai tempi del muto.

## Biografia
Lavorò con i più grandi registi francesi, da Jean Renoir, René Clair a Julien Duvivier. Dal 1909 - anno del suo esordio come attore sullo schermo - fino ai primi anni sessanta, girò oltre trecento film.
Morì nel 1970 e venne sepolto nel Cimitero dei Batignolles, a Parigi.

## Filmografia
- Sur le sentier de la guerre, regia di Jean Durand (1909)
- Le Rembrandt de la rue Lepic, regia di Jean Durand - cortometraggio (1910)
- Zigoto à la fête, regia di Jean Durand (1911)
- Ma tante fait de la peinture, regia di Jean Durand (1911)
- L'Inoubliable Berceuse, regia di Jean Durand (1911)
- Le Voyage de l'oncle Jules, regia di Jean Durand (1911)
- Bebé lotta alla giapponese (Bébé pratique le jiu-jitsu), regia di Louis Feuillade (1911)
- Léonce cinématographiste, regia di Léonce Perret (1913)
- La sultane de l'amour, regia di Charles Burguet e René Le Somptier (1919)
- Febbre (Fièvre), regia di Louis Delluc (1921)
- I misteri di Parigi (Les Mystères de Paris), regia di Charles Burguet (1922)
- Carmen, regia di Jacques Feyder (1926)
- L'imperatrice perduta (Geheimnisse des Orients), regia di Alexandre Volkoff (1928)
- La Ville des mille joies, regia di Carmine Gallone (1929)
- Il conte di Montecristo (Monte Cristo), regia di Henri Fescourt (1929)
- La nave degli uomini perduti (Das Schiff der verlorenen Menschen), regia di Maurice Tourneur (1929)
- L'âge d'or, regia di Luis Buñuel (1930)
- Il fantasma della felicità (Phantome des Glücks), regia di Reinhold Schünzel (1930)
- Fantômas, regia di Pál Fejös (1932)
- La bandera, regia di Julien Duvivier (1935)
- La vita è nostra (La Vie est à nous), regia di Jacques Becker (1936)
- Il bandito della Casbah (Pépé le Moko), regia di Julien Duvivier (1937)
- La grande illusione (La Grande Illusion), regia di Jean Renoir (1937)
- Mademoiselle Docteur, regia di Georg Wilhelm Pabst (1937)
- Ceux de demain, regia di Adelqui Millar, Georges Pallu (1938)
- La regola del gioco (La Règle du jeu), regia di Jean Renoir (1939)
- Amanti perduti (Les Enfants du paradis), regia di Marcel Carné (1945)
- Il silenzio è d'oro (Le Silence est d'or), regia di René Clair (1947)
- Le sedicenni (Rendez-vous de juillet), regia di Jacques Becker (1949)
- La bellezza del diavolo (La Beauté du diable), regia di René Clair (1950)
- Casco d'oro (Casque d'or), regia di Jacques Becker (1952)
- Gli amanti di domani (Cela s'appelle l'aurore), regia di Luis Buñuel (1956)
- Eliana e gli uomini (Elena et les hommes), regia di Jean Renoir (1956)
- Gli amanti (Les Amants), regia di Louis Malle (1958)
- Il testamento del mostro (Le testament du Docteur Cordelier), regia di Jean Renoir (1959)
- La casa del peccato (Les Menteurs), regia di Edmond T. Gréville (1961)
- Le tentazioni quotidiane (Le diable et les 10 commandements), regia di Julien Duvivier (1962)

## Doppiatori italiani
- Giorgio Capecchi ne La grande illusione
- Bruno Persa ne Le tentazioni quotidiane